# اصل هم‌خوانی
اصل هم‌خوانی، یا اصل تناظر، اصلی در فیزیک است که برای ایجاد هماهنگی میان فیزیک جدید و کلاسیک به کار می‌رود. این اصل برای نخستین بار در سال ۱۹۲۳ توسط نیلز بور فیزیک‌دان دانمارکی در نظریهٔ ساختار اتمی به‌کار رفت.
طبق اصل هم‌خوانی، در صورتی که شرایط نظریه‌های جدید و قدیم با یکدیگر هم‌خوانی داشته باشند، پیش‌گویی‌ها نیز هم‌خوانی خواهند داشت:
«هرگاه یک نظریهٔ جدید فیزیکی را با هر سرشت و جزئیاتی در مورد وضعیتی به کار بریم که در آن یک نظریه با عمومیت کمتر صادق است، نظریهٔ جدید به یک نظریهٔ متناظر کلاسیکی کاملاً جا افتاده تبدیل خواهد شد.»
نسخه‌ی مشخص‌تری از این اصل کلی تحت عنوان "اصل تناظر فیزیک کوانتومی" بیان می‌کند که معادلات و پدیده‌های کوانتومی می‌بایست در حد اعداد کوانتومی بزرگ به معادلات و پدیده‌های کلاسیکی متناظرشان نزدیک شوند.